# Trichostomum hondurense
Trichostomum hondurense är en bladmossart som beskrevs av Bruce H. Allen 2002. Trichostomum hondurense ingår i släktet lansettmossor, och familjen Pottiaceae. Inga underarter finns listade i Catalogue of Life.